# Sawi-qed-seret
Sawi-qed-seret ist die Bezeichnung eines altägyptischen Dekans, der zwei Dekan-Sterne umfasste und sich in unmittelbarer Nähe zum altägyptischen Sternbild Schaf befand, welches in vielen Särgen auf den Diagonalsternuhren und beispielsweise auch im Grab des Senenmut abgebildet ist. 
Der auffälligste Stern ist hierbei Alpheratz im Sternbild Andromeda. 
In den Dekanlisten der Sethos-Schrift repräsentierte Sawi-qed-seret am Leib der Nut den 28. Dekan. Der heliakische Aufgang war für den 6. Peret II angesetzt und hatte als Datierungsgrundlage die verfügte Anordnung unter Sesostris III. (12. Dynastie) in dessen siebtem Regierungsjahr. 